# Carpias longidactylus
Carpias longidactylus is een pissebed uit de familie Janiridae. De wetenschappelijke naam van de soort is voor het eerst geldig gepubliceerd in 1946 door Nordenstam.